# 1665 Gaby
Az 1665 Gaby (ideiglenes jelöléssel 1930 DQ) a Naprendszer kisbolygóövében található aszteroida. Karl Wilhelm Reinmuth fedezte fel 1930. február 27-én, Heidelbergben.